# Commios
Commios (latinisé en Commius) est un roi et commandant gaulois, roi des Atrébates (peuple de la Gaule belgique). Il règne tout d'abord en Gaule belgique, puis en Bretagne au Ier siècle av. J.-C..

## Allié de Jules César
Quand Jules César, au temps de la conquête de la Gaule, soumit les Atrébates en 57 av. J.-C., Commios fut mis sur le trône de ce peuple. Avant d'envahir la Bretagne en 55 av. J.-C., le général romain envoya Commios dans l'île pour persuader les Bretons de ne pas opposer de résistance, en croyant qu'il eût une quelque influence en Bretagne. Mais à son arrivée sur l'île, le Gaulois fut emprisonné. N'ayant pas réussi à empêcher le débarquement des troupes césariennes, les Bretons renvoyèrent Commios à Jules César comme acte de bonne volonté pour ouvrir des négociations. L'année suivante, en 54 av. J.-C., pendant la seconde expédition romaine en Bretagne, Commios fournit à Jules César un petit contingent de cavalerie atrébate et pour négocier la reddition du chef breton Cassivellaunos. Il resta loyal à Jules César pendant les révoltes contre les Romains en 54-53 av. J.-C. et pour cette raison, après avoir rétabli l'ordre, le général romain permit aux Atrébates de maintenir leur indépendance et il leur accorda également une exemption des taxes. Jules César donna à Commios en outre, le contrôle sur les Morins.
Cependant, en 53 av. J.-C., Jules César se trouvait pour l'hiver en Gaule cisalpine, le légat Titus Labiénus découvrit que Commios aurait conspiré contre les Romains avec d'autres peuples gaulois. Alors Titus Labiénus envoya le tribun militaire Caius Volusenus et quelques centurions pour éliminer Commios, qui cependant réussit à échapper à la mort.

## Ennemi de Jules César
Lors de la révolte menée par Vercingétorix, Commios prend une grande part au commandement de l'armée de secours.
Il continue la lutte contre Rome après Alésia, puis part en exil, « promettant de ne jamais se retrouver face à un romain ».
Il s'enfuit en Bretagne insulaire, comme le raconte Frontin (Strategemata). Autour de 30 av. J.-C., Commios semble s'y être établi comme roi des Atrébates et avoir fondé son royaume. Il émettra des monnaies à son nom à partir de Calleva, actuelle Silchester, jusqu'en 20 av. J.-C. Il aura eu trois fils : Tincomarus, Eppillus et Verica. On estime que l'aîné a régné conjointement avec lui à partir de 25 av. J.-C., tandis qu'à sa mort, le royaume sera divisé entre Tincomarus, au nord (Calleva), et Eppillus au sud (Noviomagus).
Commios a donc vécu à l'époque des premiers contacts entre Rome et l’île de Bretagne, et y prit pleinement part, puisque dans la première moitié de sa vie, il fut attaché à Jules César (roi puis émissaire), et que dans la seconde, il apparaît comme rebelle et fugitif.
Il est vrai que le seul témoignage dont nous disposons, à ce niveau, est celui de Frontin, qui commandera les légions romaines en Bretagne de 69 à 98.

## Hommage
Le 28 août 1955, un géant nommé « Come l'Atrébate » apparaît pour la première fois lors du défilé carnavalesque des fêtes d'Arras. Il apparaîtra une dernière fois en 1979.
Une rue de Saint-Laurent-Blangy porte son nom.